# Jiří Kaloč

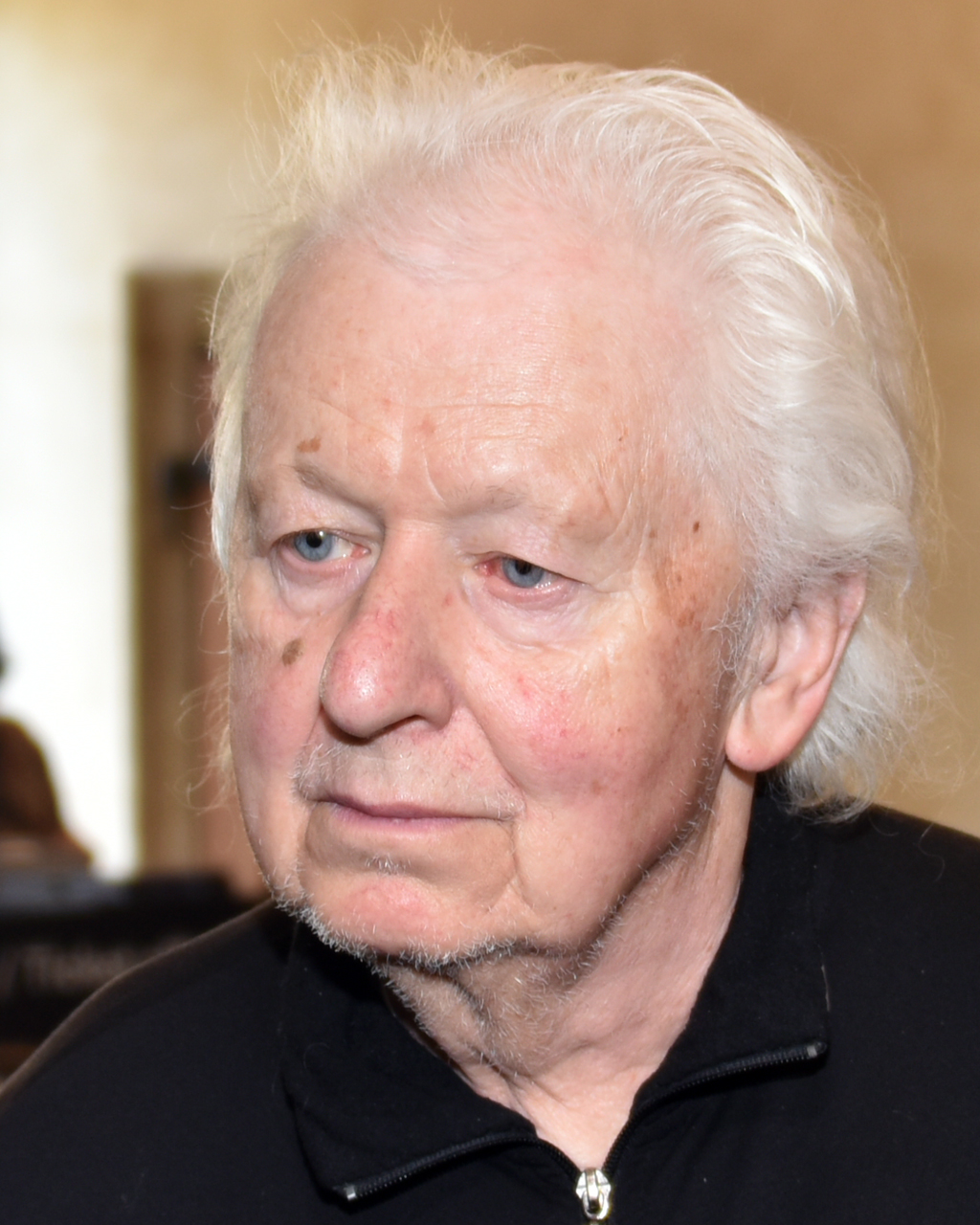
Jiří Kaloč in 2019

Jiří Kaloč (* 22. Oktober 1943 in Sezimovo Ústí) ist ein tschechischer Maler.

## Leben
Kaloč maturierte 1961 an der Fachoberschule in Hradec Králové. Zwischen 1966 und 1971 wirkte er an der Galerie des Adlergebirges in Rychnov nad Kněžnou und nahm anschließend bis 1976 ein Studium an der Akademie der Bildenden Künste, Prag auf.
Im März 2005 wurde dem Künstler die Europäische Franz-Kafka-Medaille für sein künstlerisches und gestalterisches Werk auf den Gebieten der Malerei und Architektur verliehen.
Am 26. September 2005 wurde Kaloč von der Nationalen Akademie der Künste und Kultur Il Rombo in Aversa mit einem Ehrendiplom und dem Titel eines Ehrenmitglieds des Fachbereichs Malerei der Akademie ausgezeichnet.
Kaloč lebt in der Gemeinde Vrbice, in der er 2003 zum Ehrenbürger ernannt wurde.